# Камигё (Киото)
Камигё (яп. 上京区, かみぎょうく [kamʲigʲoː ku]) — район города Киото префектуры Киото в Японии. По состоянию на 1 июля 2012 года население района составило 83 406 человек, плотность населения — 11 730чел / км ².

## Название
Топоним «Камигё» происходит от названия местности Камигё, расположенной в северной части средневекового Киото. Дословно: «верхнестоличный район».

## История
- 10 апреля 1879 — образован административный район Камигё префектуры Киото.
- 1 апреля 1889 — образован город Киото, путём объединения административных районов Камигё и Симогё. Административные районы превращены в городские.
- 1 апреля 1929 — выделены городские районы Сакё, Накагё и Хигасияма из состава Камигё и Симогё.
- 1 сентября 1955 — выделен район Кита из состава Камигё.

## Достопримечательности
- Императорский дворец в Киото
- Администрация префектуры Киото
- Синтоистский храм Китано-Тэммангу
- квартал гейш Камиситикэн
- Живописная железная дорога Сагано — туристическая железная дорога